# Fontanna Juliusza Cezara w Ołomuńcu

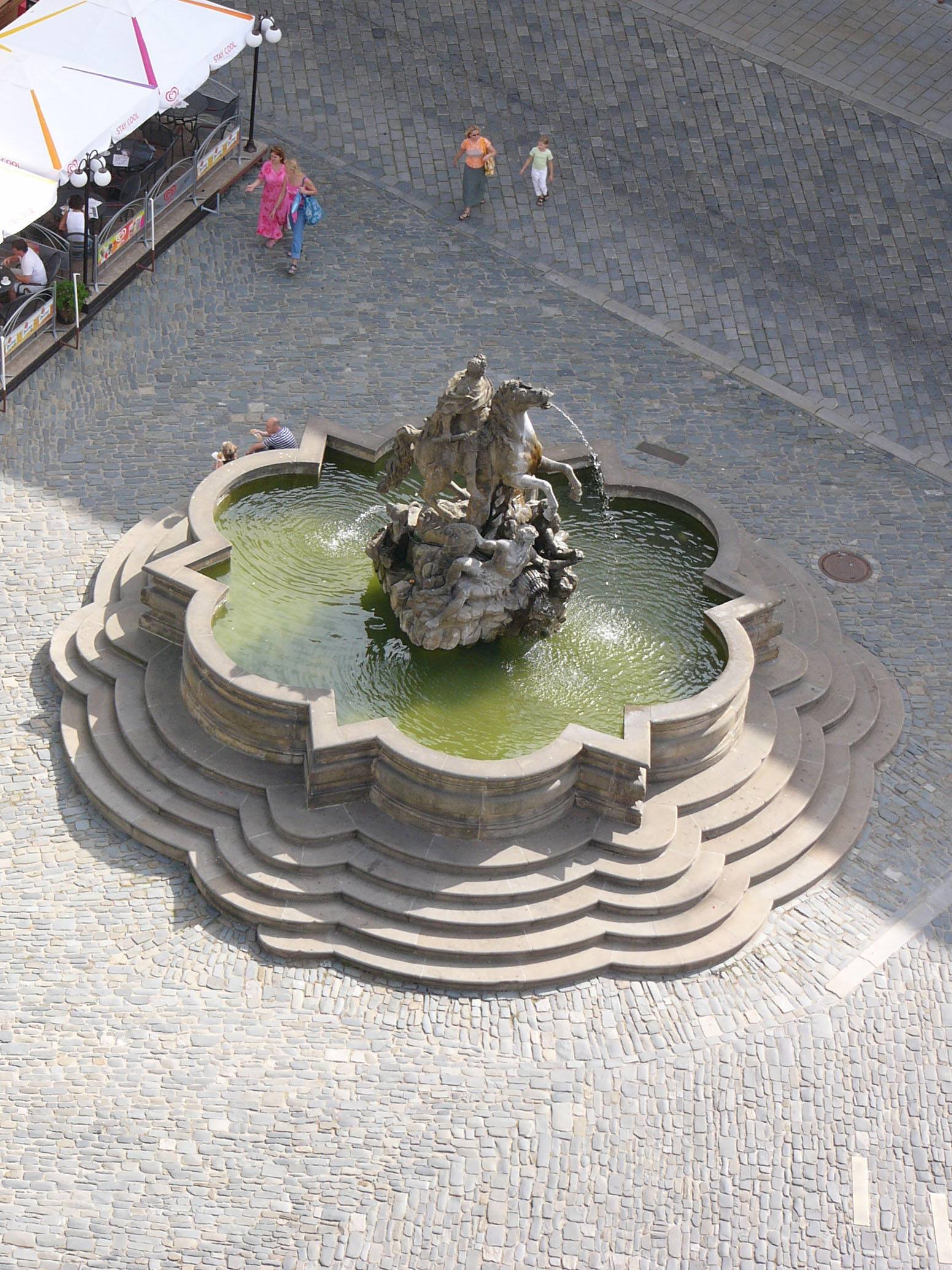
Fontanna Juliusza Cezara w Ołomuńcu

Fontanna Juliusza Cezara (czes. Caesarova kašna) – zabytkowa, barokowa fontanna znajdująca się na Górnym Rynku (czes. Horní náměstí) w mieście Ołomuniec w Czechach. Jedna z młodszych, jednak najbardziej znana i najbardziej zaawansowana artystycznie fontanna Ołomuńca. Umieszczona na niej rzeźba przedstawia legendarnego założyciela miasta – Juliusza Cezara.
Powstała w 1725 r. na zamówienie Rady Miejskiej Ołomuńca. Składa się z kilkustopniowej podstawy (od 3 do 5 stopni, ze względu na pochyłość powierzchni placu), kamiennego basenu na rzucie barokowej rozety, o bogato profilowanej obudowie oraz grupy rzeźbiarskiej na postumencie, usytuowanym pośrodku basenu.
Na umieszczonym pośrodku basenu bloku kamiennym, imitującym skałę, znajduje się posąg przedstawiający jeźdźca na wspiętym koniu. U nóg końskich leżą dwie postacie z kartuszami – personifikacje rzek Morawy i Dunaju. Obok nich siedzi pies – symbol wierności miasta swemu panu (cesarzowi Austrii). Postać Cezara jest usytuowana tak, że swą głowę odwraca on od ołomunieckiego ratusza w stronę Wzgórza Michalskiego (czes. Michalské návrší), gdzie zgodnie z tradycją miał się znajdować obóz wojsk rzymskich.
Projektantem całości, głównym wykonawcą, a także twórcą kamiennej obudowy basenu fontanny był ołomuniecki mistrz kamieniarski Wacław Render. Zaprosił on do współpracy młodego rzeźbiarza Johanna Georga Schaubergera, który wykonał całą kompozycję rzeźbiarską jako swoją pracę mistrzowską, jeszcze przed ukończeniem 25. roku życia. Schauberger w swej pracy inspirował się konnym posągiem rzymskiego cesarza Konstantyna I Wielkiego dłuta Berniniego, znajdującym się u początku schodów w watykańskiej Scala Regia.